# 神津康雄
神津 康雄（こうづ やすお、1919年2月27日 - 2013年4月16日）は、日本の内科医。医学博士。日本寮歌祭を主催する日本寮歌振興会の委員長を1964年から30年以上務めた。

## 経歴
長野県北佐久郡志賀村（現、佐久市）の豪農・神津「赤壁家」に生まれる。 旧制山形高等学校から、1944年東北帝国大学医学部卒業、同医学部内科教室（教授・黒川利雄）に入局。1951年、青森県浪岡町立病院（現・青森市立浪岡病院）院長。1954年東京都世田谷区若林に自宅開院。
日本寮歌祭には1962年に山形高校参加にあたって中心となって以来、1964年には日本寮歌振興会委員長、2002年には日本寮歌祭会長となった。
日本寮歌祭会長、日本寮歌振興会委員長、東京校歌祭会長、旧制高等学校懇話会代表、海軍櫻医会会長、日本臨床内科医会会長（1989年就任、のち名誉会長）、日本医師会常任理事（1982年 - 1984年）、東京都医師会理事、東京内科医会会長、東京都各科医会協議会会長、世田谷区医師会会長、日本の高等教育を考える会専務理事、日本病院管理教育協会理事長、東京尚仁会会長などを歴任。

## 著書
- 「何処へ行く日本の医療」  真世界社、1978年
- 「青春の譜 ― 日本寮歌祭30年の歩み」 国書刊行会、1990年
- 「随処に主となる」 国書刊行会、2006年